# Новопреображенський
Новопреображе́нський (рос. Новопреображенский, башк. Яңы Преображенка) — хутір у складі Зілаїрського району Башкортостану, Росія. Входить до складу Зілаїрської сільської ради.
Населення — 23 особи (2010; 54 в 2002).
Національний склад:
- башкири — 78%